# ۱۳۰۶۹ امبرتواکو
سیارک ۱۳۰۶۹ (به انگلیسی: 13069 Umbertoeco، نام‌گذاری: 1991RX1) سیزده هزار و شصت و نهمین سیارک کشف شده‌است که در ۶ سپتامبر ۱۹۹۱ کشف شد.
قدر مطلق سیارک برابر ۲۰.۴ است.
این سیارک به نام اومبرتو اکو نام‌گذاری شده است.